# Milan Bandić

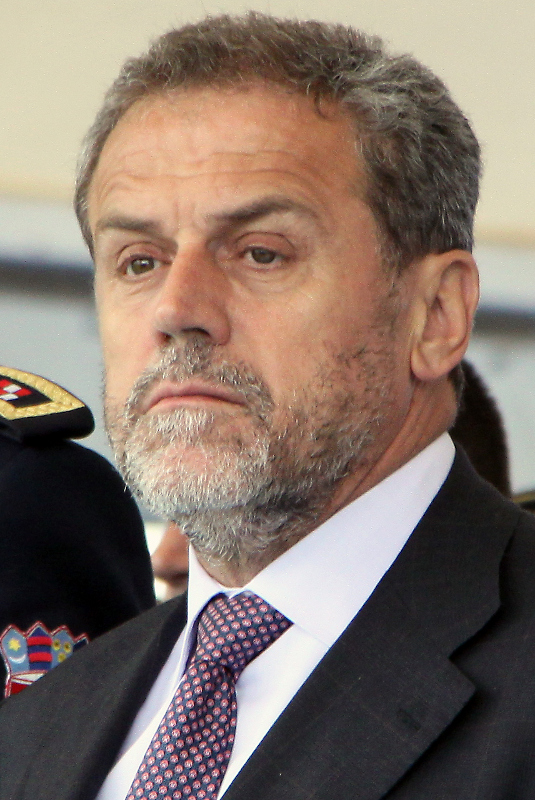
Milan Bandić (2011)

Milan Bandić [ˈmǐˑlɑn ˈbâːndit͡ɕ] Ausspracheⓘ (* 22. November 1955 in Donji Mamići, zu Grude, Bosnien und Herzegowina, Jugoslawien; † 28. Februar 2021 in Zagreb) war ein kroatischer Politiker und Vorsitzender der Sozialdemokratischen Partei Kroatiens (SDP) im Bezirk Zagreb. Im Juni 2017 wurde er zum sechsten Mal zum Bürgermeister von Zagreb gewählt.

## Leben und Wirken
1974 zog er nach Zagreb. Er wurde dort 2000 erstmals zum Bürgermeister gewählt. 2002 verursachte Bandić in alkoholisiertem Zustand einen Verkehrsunfall und beging Fahrerflucht; als er gefasst worden war, versuchte er einen Polizisten zu bestechen. Infolge dieses Vorgangs musste er sein Amt aufgeben. Drei Jahre später stellte er sich erneut zur Wahl und gewann im November 2005 mit der SDP; seitdem war er wieder Bürgermeister.
Nach dem Tod von Ivica Račan strebte er die Präsidentschaft der gesamten SDP an, musste sich jedoch Zoran Milanović geschlagen geben. Seit dieser Wahl galt Bandić als größter Parteirivale von Milanović. Sein Einfluss wurde durch die wirtschaftliche Stärke der Hauptstadt untermauert. 2004 generierte Zagreb mehr als 30 Prozent des kroatischen Bruttoinlandprodukts; der städtische Haushalt für 2007 umfasste 7,38 Milliarden kroatische Kuna. Auch 2011 steuerte Zagreb ein Drittel zum kroatischen Bruttosozialprodukt bei.
Wegen seiner Entscheidung, als unabhängiger Kandidat zur Präsidentschaftswahl 2009/10 anzutreten, wurde er aus der Partei ausgeschlossen. Mit 14,83 Prozent gelangte er zwar knapp vor Andrija Hebrang, dem Kandidaten der HDZ, in die Stichwahl, in der er jedoch dem Kandidaten seiner ehemaligen Partei, Ivo Josipović, unterlag.
Wegen seiner Ambitionen und Projekte genoss Bandić einen zweifelhaften Ruf. 2015 saß er wegen Korruptionsvorwürfen zeitweise in Untersuchungshaft. Als Erfolge pries er Infrastruktur- und Baumaßnahmen wie die Umgestaltung der Ljubljanska avenija (heute auch Zagrebačka avenija), den Bau der Arena Zagreb und die Verbindung von Zagreb und Velika Gorica mit der im Mai 2007 eröffneten Heimat-Brücke.
Bandić starb in der Nacht zum 28. Februar 2021 im Zagreber Krankenhaus Sveti Duh an den Folgen eines Herzinfarkts.

## Familie
Bandić ließ sich 1996 von seiner Frau Vesna scheiden; er lebte aber in Stara Peščenica weiterhin mit ihr zusammen. Sie haben eine gemeinsame Tochter.